# Amblyseius neoankaratrae
Amblyseius neoankaratrae är en spindeldjursart som beskrevs av Edward A. Ueckermann och Loots 1988. Amblyseius neoankaratrae ingår i släktet Amblyseius och familjen Phytoseiidae. Inga underarter finns listade i Catalogue of Life.